# Sejsmiczność indukowana
Sejsmiczność indukowana – zjawiska sejsmiczne wywołane działalnością człowieka, wpływającą na stan jej naprężenia. Wstrząsy takie są zazwyczaj słabe.
Najczęstsze przyczyny sejsmiczności indukowanej:
- działalność górnicza – wydobycie takich surowców jak węgiel, ropa naftowa czy gaz ziemny może powodować tąpnięcia, czyli zapadanie się warstw ziemi ponad strefą wydobycia,
- sztuczne zbiorniki wodne – olbrzymie masy wody wywierają dodatkowy nacisk na podłoże skalne. Woda penetruje głębokie szczeliny, zmniejszając tarcie na uskokach, co może spowodować ruch skał wzdłuż tych uskoków, czyli wstrząsy sejsmiczne (na ogół o magnitudzie poniżej 5),
- wstrzykiwanie płynow w głębokie otwory wiertnicze[1]
- wydobycie i wstrzykiwanie wody na polach geotermicznych
- wybuchy broni jądrowej.